# 신주쿠 코마 극장

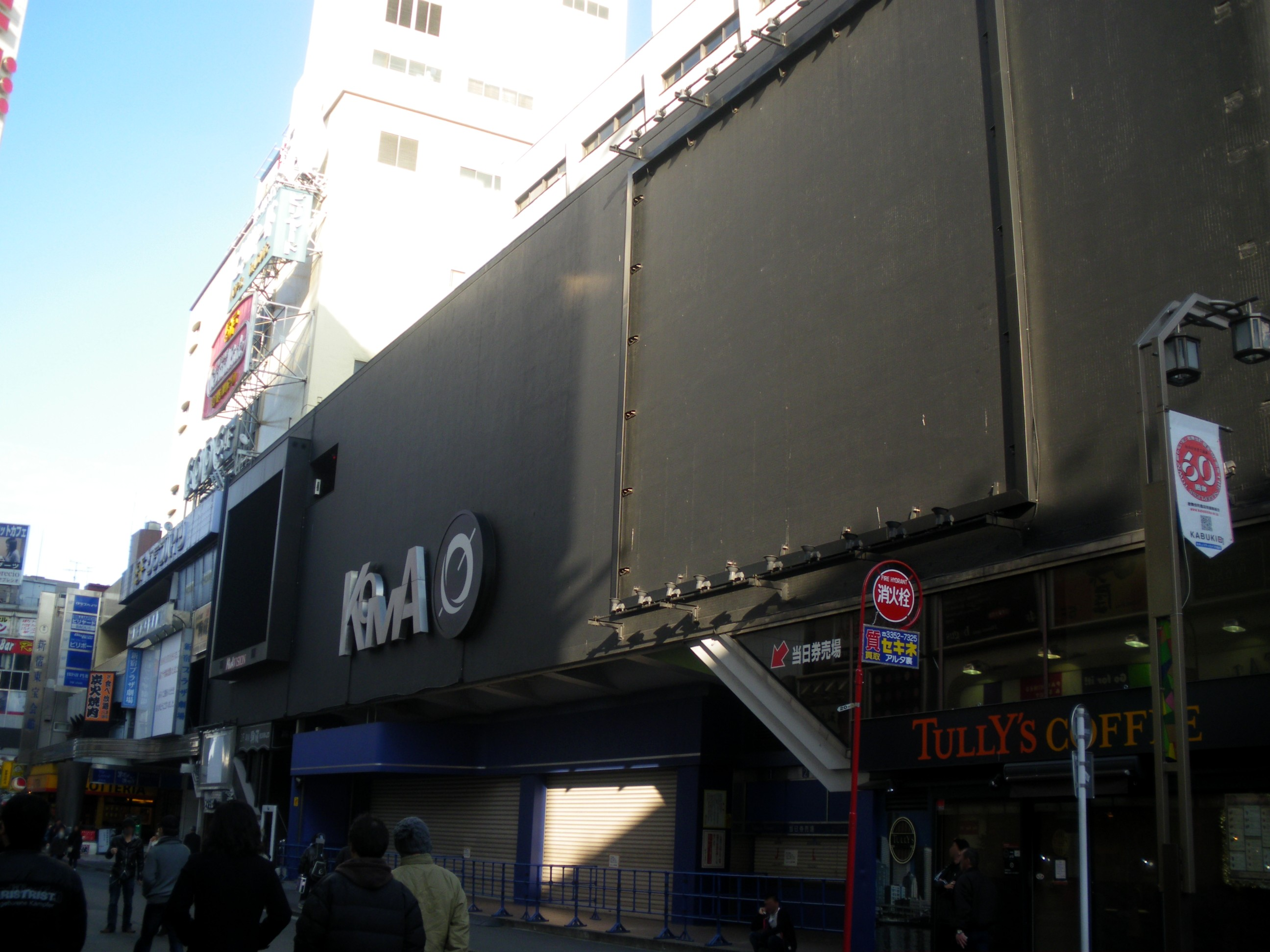
신주쿠 코마 극장

신주쿠 코마 극장은 1956년 12월 28일 문을 연 일본 도쿄도 신주쿠의 극장이다. 연극, 영화, 콘서트, 뮤지컬 등 다양한 공연을 볼 수 있었으며, 한때 엔카의 전장이라고 불릴 만큼 엔카 가수들의 공연도 많았다. 2008년 12월 31일 폐관되었다.